# Балто-Чорноморська вісь

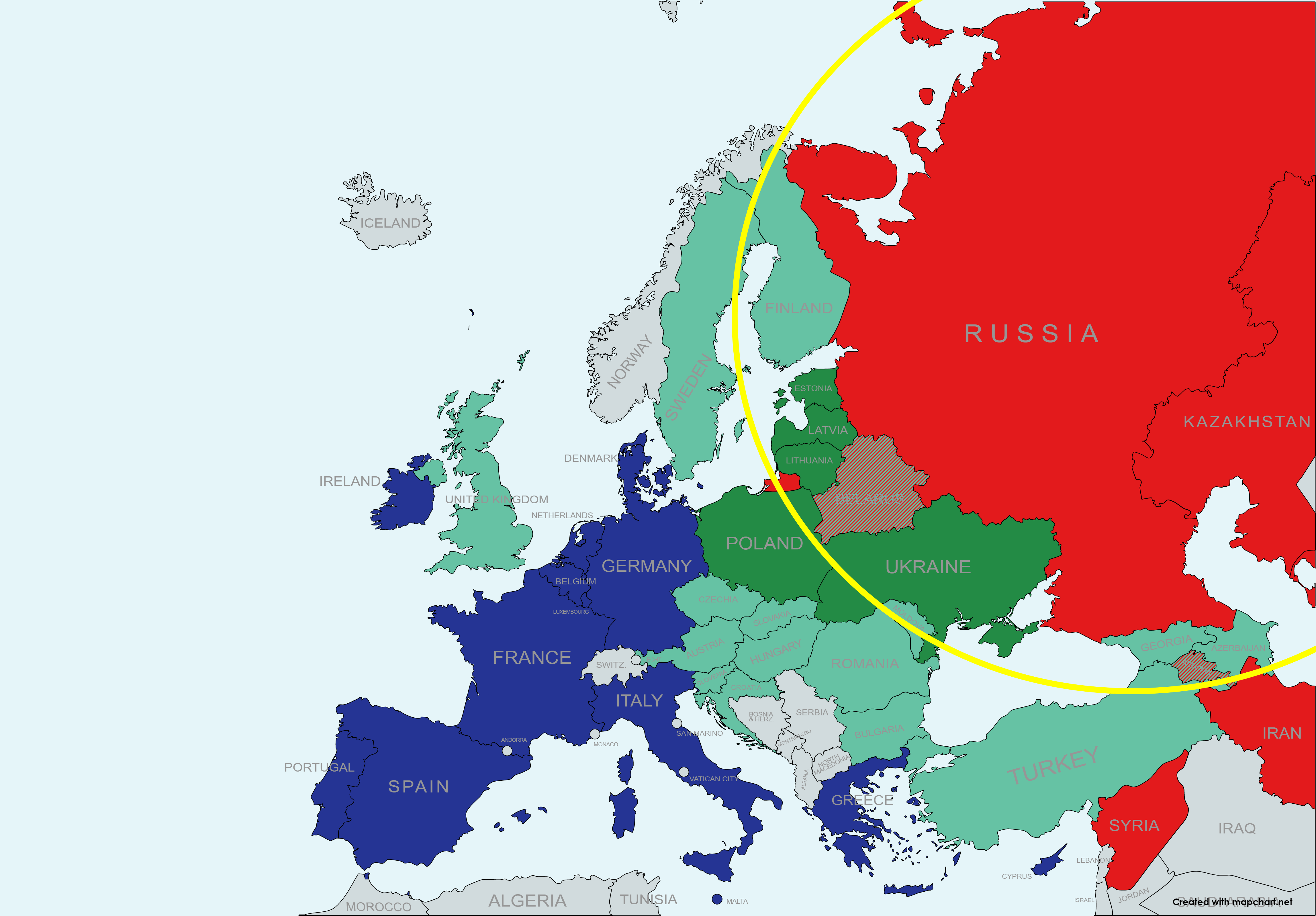
держави ЄС, що не включаються в проект;
тоталітарні держави, які прямо або опосередковано є союзниками Росії;
держави, пов'язані з проектом в більшості проектів;
держави, пов'язані з проектом в деяких проектах;
союзники Росії, які могли в деяких концепціях приєднатися до проекту.

Ба́лто-Чорномо́рська вісь (англ. Baltic-Black Sea Axis) — геополітична вісь, одне з можливих наддержавних об'єднань в умовах багатополярного світу, артикульований деякими політиками і громадськими діячами, насамперед зі Східної Європи. Передбачає створення геополітичного об'єднання поміж умовним «Західним світом» (державами Західної Європи та Північної Америки) з однієї сторони і «пострадянським простором» (особливо, Росією, її союзниками й іншими тоталітарними державами) з іншої. Різні автори концепцій Балто-Чорноморської осі включають у проєкт не лише держави від Балтійського до Чорного моря, а також держави, що знаходяться з протилежних узбереж цих морів: Кавказу, Анатолії чи Нордичні країни. Спроби створення міжнародної організації серед цих країн обговорюється більш ніж 100 років, однак досі такі організації, якщо й створюються, не носять характеру «союзів» чи «альянсів».

## Термінологія
Залежно від конкретного автора геополітичної концепції чи то проекту різняться його назви. Найбільш вживаними є поняття Балто-Чорноморська вісь і проект Балто-Чорноморського союзу. Загалом, під цими термінами мається на увазі створення наддержавного об'єднання найчастіше з наступних держав: Білорусь, Естонія, Латвія, Литва, Польща, Румунія й Україна. Рідше до цього списку також включають: Азербайджан, Болгарію, Боснію і Герцеговину, Вірменію, Грузію, Молдову, Словаччину, Угорщину, Туреччину, Фінляндію, Хорватію, Чехію та Чорногорію. В окремих, одиничних, концептах йдеться також про держави, що, потенційно, також могли б доєднатися: Австрія, Велика Британія, Північна Македонія, Сербія, Словенія та Швеція. В літературі можна зустріти й інші назви того ж самого поняття, наприклад: Балто-Чорноморська дуга, Балто-Чорноморський альянс, Балто-Понтійська федерація (зокрема у роботах Степана Рудницького), Балтійський союз тощо.
Іноді деякими геополітиками, наприклад американцем Джорджем Фрідманом, головою відомої розвідувально-аналітичної організації Stratfor, використовується назва Міжмор'я (лат. Intermarium чи пол. Międzymorze). Однак, на відміну від оригінального проекту «Міжмор'я», що виник у 1920-х роках серед польських прометеїстів на чолі з Пілсудським, в проєктах Балто-Чорноморського союзу йдеся про об'єднання суверенних держав, а не про конфедерацію.[джерело?]

## Історичне підґрунтя
Проєкт створення Балто-Чорноморської осі має корені в середньовічному шляху «із варягів у греки». Почасти Балто-Чорноморську вісь асоціюють із Великим князівством Литовським, Руським і Жемайтійським чи з проєктом конфедерації «Річ Посполита Трьох Народів» у складі Королівства Польського, Великого князівства Литовського та Великого князівства Руського, що був окреслений Гадяцькими статтями, але не реалізований. Для українських теренів актуальна співпраця як із північними державами, так і з південними з часів Київської Русі. Зокрема, прикладом таких дипломатичних взаємин була співпраця Богдана Хмельницького й Івана Мазепи з Османською імперією та Швецією. Ця ідея не втратила актуальності й надалі.

### Перша спроба створення союзу
Розробка Балто-Чорноморського геополітичного концепту почалась наприкінці ХІХ — на початку ХХ століття. Після Першої світової війни з'явилась низка так званих «окраїнних держав» в результаті розпаду Австро-Угорської, Османської, Німецької та Російської імперій і постало питання оборони їх національних інтересів. Це стало підставою для створення регіональних дипломатичних і військово-політичних союзів. Одним з ініціаторів створення Болто-Чорноморського союзу (у 1919 році) виступив міністр закордонних справ Фінляндії Рудольф Голсті, такої ж думки дотримувалися дипломати МЗС Естонії. До розробки долучилось українські політичні та громадські діячі: Юліан Бачинський (1895 року), Микола Міхновський (1900 року), Михайло Грушевський (у праці «Орієнтація чорноморська» 1918 року) та Степан Рудницький (1923 року). Велику увагу цій ідеї надавав Головний Отаман і Голова Директорії УНР, Симон Петлюра. В листі до Андрія Лівицького він описав коаліцію між Польщею, УНР, Латвією, Литвою, Естонією, Кубанню, а також південно-кавказькими республіками — Азербайджаном, Вірменією та Грузією. У грудні 1919 року міністерство розіслало українським послам обіжник згідно якого для міжнародного визнання республіки державами Антанти слід забезпечити тісну співпрацю з колишніми російськими колоніями. Деякі українські державні діячі та дипломати того часу (зокрема: Кедровський, Мацієвич, Ніковський, Петлюра, Порш, Славинський) вважали, що УНР має стати центром союзу «окраїнних держав» разом з: балтійськими і кавказькими країнами, Польщею, Румунським королівством та Кубанню.
Вперше Балто-Чорноморський союз де-факто було створено у серпні 1920 року на конференції під Ригою у палаці Булдур. У ході Булдурської конференції (яку також називають «Четвертою Балтійською» чи «Другою Ризькою») взяли участь представники:
- Латвійської Республіки (Зіґфрід Анна Меєровіц, Волдемарс Замуелс і Петеріс Радзіньш),
- Литовської Республіки (Юргис Шауліс, Довас Заунюс, Ладас Наткявічус[lt] і Вітовт Гилис[lt]),
- Естонської Республіки (Каарел Роберт Пуста[et], Р. Еліазер і Пауль Лілль),
- Фінляндської Республіки (Леонард Острьом[fi], Карл Біргер Гельсінгіус[fi] та Ерккі Рейонен[fi]),
- Другої Польської Республіки (Леон Василевський, Вітольд Каменецький[pl] й Адам Тарновський[pl]) та
- Української Народної Республіки (Олександр Саліковський і Володимир Кедровський).[8]

Програма, яку розробив міністр закордонних справ Латвії Зіґфрід Анна Меєровіц, містила плани оборонного союзу, інтеграції економічних систем, спільну фінансову та монетарну політику, політичну конвенцію про взаємну підтримку та спільну зовнішню політику, забезпечення вільного шляху від Балтійського до Чорного морів. Однак переговори також виявили нездоланні розбіжності в політиці її учасників, що, в результаті перешкодило своренню повноцінного військово-політичного союзу.

### Конфедерація«Міжмор'я»(Intermarium)

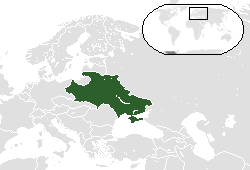
Проект конфедерації «Міжмор'я» Пілсудського

Свій проєкт об'єднання держав у 1920-х роках представили польські політики та урядовці прометеїстського політичного напряму. Так, запропонована Начальником і Маршалом Польщі Юзефом Пілсудським конфедерація у складі Польщі, Литви, Білорусі й України повинна була відродити багатонаціональну «Річ Посполиту» з метою уникнення домінування у Східній Європі Німецької імперії і більшовистської Росії. Проєкт конфедерації отримав назву «Міжмор'я» (пол. Międzymorze або лат. Intermarium). Федералізм Пілсудського, де Польща розглядалась як центр і патрон «Міжмор'я», був неоднозначно сприйнятий сусідніми державами насамперед Литвою. Основні побоювання взначалися в імперіалізмі проєкту, перетворенні Польщу у метрополію і, як наслідок — ополяченні сусідів.[джерело?] Проти цієї ідеї також виступили як більшовики, так і майже всі представники Західної Європи, крім Франції.
До розробки проєкт конфедерації тією чи іншою мірою були причетні також міністр закордонних справ Польщі Юзеф Бек, генерал і прем'єр-міністр Польщі в екзилі Владислав Сікорський, відомий у 1990-х роках польський політик, лідер неосанацистської партії KPN Лешек Мочульський та багато інших.

### Післявоєнні розробки проєкту
1940 року один з ідеологів українського націоналізму Юрій Липа розробив геополітичну «Чорноморську доктрину». В ній він указував на історичну спільність народів, що населяють узбережжя Балтійського та Чорного морів. Липа схилявся до створення «Балто-Чорноморської федерації» у складі України, Польщі, Литви та Білорусі, які на той час були окуповані СРСР і Третім Райхом.
Вперше нову концепцію порозуміння і мирних взаємовідносин з українцями, литовцями та білорусами сформулював польський політичний публіцист Юліуш Мєрошевський, який разом зі своїм колегою Єжи Ґедройцем обґрунтував необхідність визволення від російського імперіалізму України, Литви та Білорусі. Ця концепція дістала назву «Доктрина Ґедройця-Мєрошевського» і стала основою сучасної східноєвропейської політики Польщі.
В результаті дезінтеграції СРСР та припинення існування «соціалістичного табору» ідея створення чогось на кшталт союзу або альянсу по Балто-Чорноморській осі набула другого дихання. Серед офіційних осіб новітніх незалежних держав почали лунати позитивні заяви.

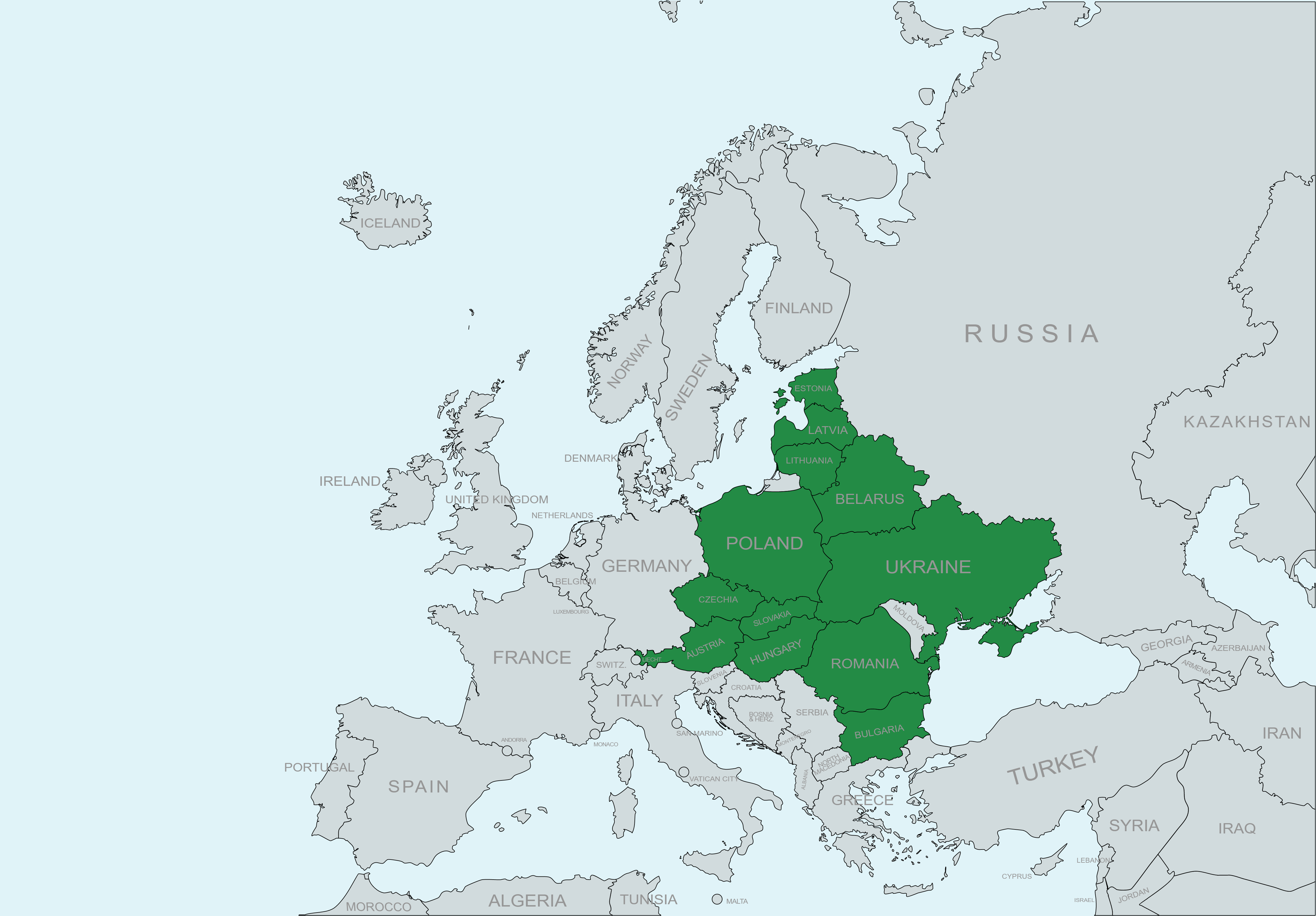
Центрально-Східноєвропейський простір стабільності і безпеки (ЦСПСБ), запропонований президентом України Леонідом Кравчуком у 1993 році

 У Білорусі 1992 року відомий білоруський політик, засновник Білоруського народного фронту Зенон Позняк висунув ідею створення буферного союзу як міжнародного утворення без військових баз Північноатлантичного альянсу та новоствореної Російської Федерації. Однак через два роки на виборах президента Білорусі Позняк зайняв лише 3-тє місце з 12,82 % поступившись коммуністу В'ячеславу Кебичу та переможцю виборів Олександрові Лукашенку. Лукашенко в роки свого управління встановив у Білорусі диктаторський режим. 1996 року він підписав з Росією договір про співдружність, а 1999 року підписав договір про створення «Союзної держави Росії та Білорусі», що став юридичною і політичною підставою до втрати Білоруссю суверенітету, а відтак місцева влада де-факто стала маріонетковою. У колах білоруської опозиції популярна ідея створення союзу за образом Речі Посполитої. Часто вона збігається з прометеїстською конфедерацією «Міжмор'я», включаючи держави Центральної та Східної Європи, однак не поширюється ні на Кавказ, ні на нордичні країни.
 У лютому 1993 року президент України Леонід Кравчук виступив у Будапешті з ініціативою створення «Центрально-Східноєвропейського простору стабільності і безпеки» (ЦСПСБ). Передбачалось, що у нього мали б увійти держави Балтії, Україна, Білорусь, Польща, Чехія, Словаччина, Угорщина, Австрія, а також Болгарія і Румунія. У квітні 1993 року у Києві було підготовлено проєкт створення організації. Наступного року у Києві створено «Лігу партій країн Міжмор'я», яка повинна була генерувати ідею можливого альянсу. Однак наступні вибори президента Кравчук програв Леоніду Кучмі і розвиток проєкту ЦСПСБ було закрито. У вересні 1999 року в Ялті відбувся саміт, під час якого обговорювалися питання активізації Балто-Чорноморського співробітництва. Там же Кучма заявив, що вісь повинна стати одним зі стрижнів нової Європи. Однак формалізації та інституалізації Балто-Чорноморського співробітництва під час саміту в Ялті так само не відбулося.
 За активізацію співробітництва у 1997 році висловився колишній комуніст, тодішній президент Литви Альгірдас Бразаускас, пізніше у 2006 році на міжнародній конференції у Вільнюсі за створення альянсу висловилася експрем'єр-міністр Литви Казимира Прунскене. Однак ніхто з них не уточнювали ні деталей співробітництва, ні держав, із якими воно планується.
 У Польщі ідеї створення регіонального альянсу пов'язані насамперед із проєктом конфедерації Пілсудського. Вже у XXI столітті президент Польщі Лех Качинський незадовго до катастрофи в Смоленську ініціював проведення міжнародної конференції «Міжмор'я», посилаючись на політичні зміни в Україні, зокрема через Помаранчеву революцію. Після паузи в українсько-польських відносинах, пов'язаних з проросійською політикою Віктора Януковича, «Євромайдану» і початку російсько-української війни справу Качинського продовжив Анджей Дуда. Напередодні інавгурації 6 серпня 2015 року він висловився за створення альянсу держав у складі Польщі, України, Білорусі, Латвії, Литви, Естонії, Молдови, Угорщини, Румунії, Болгарії, Словаччини, Чехії та шести країн колишньої Югославії. Це був перший раз у сучасній історії, коли ініціатором створення Балто-Чорноморського проєкту виступив президент найбільш потужної економічно та політично країни Східної Європи.
 Президент Грузії, Міхеіл Саакашвілі, у 2005 році після візиту в Литву та переговорів з президентом Валдасом Адамкусом заявив, що «Балтійсько-Чорноморську вісь стала реальністю для Грузії». 2005 року за ініціативою Саакашвілі й президента України Віктра Ющенка було засновано «Співдружність демократичного вибору», але з 2006 року зустрічі в цьому форматі не проводяться.

## Перспективи Балто-Чорноморської інтеграції

### Політичний потенціал

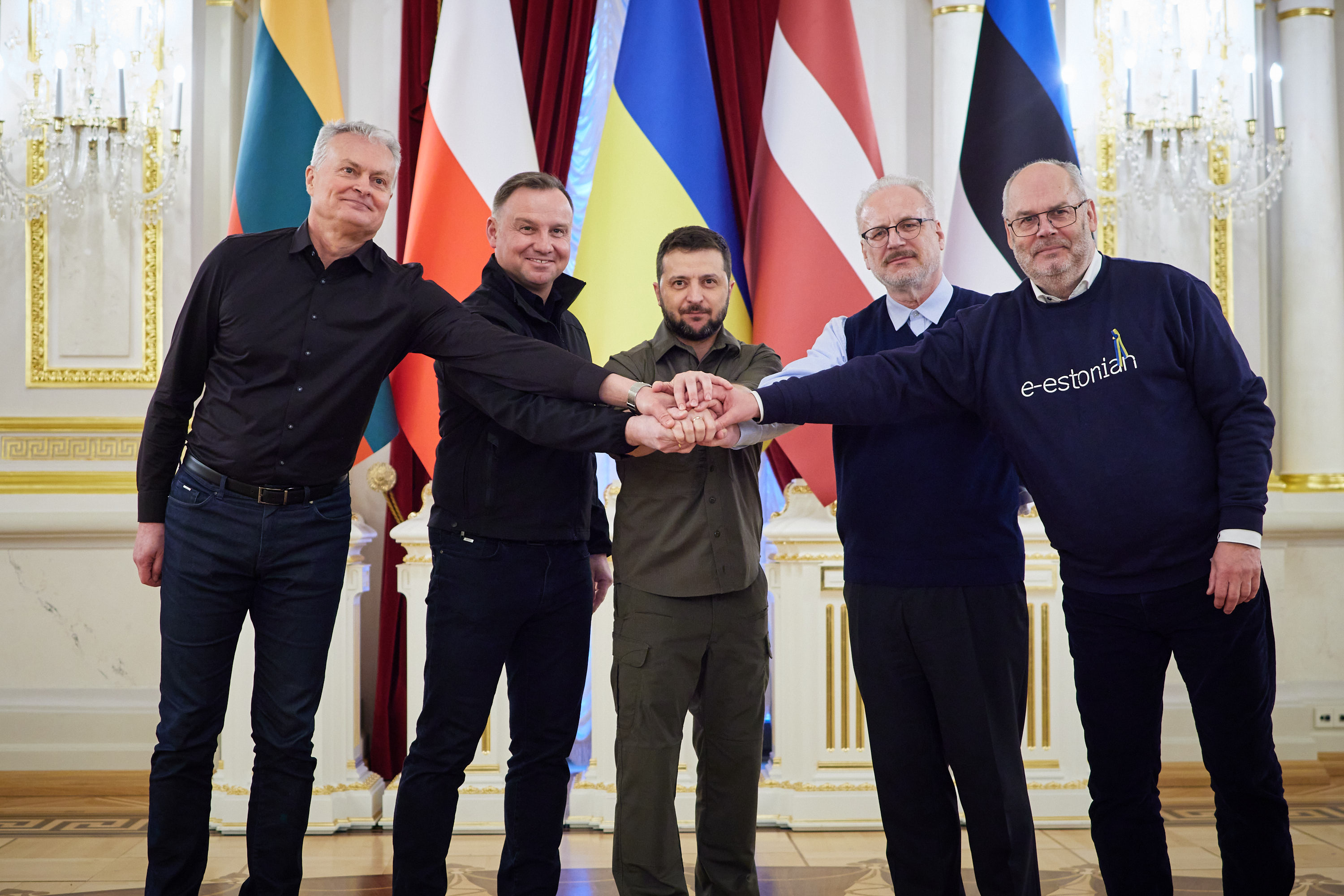
Президенти Литви (Ґітанас Науседа), Польщі (Анджей Дуда), України (Володимир Зеленський), Латвії (Егілс Левітс) й Естонії (Алар Каріс). Зустріч на підтримку України під час повномасштабного вторгнення Росії. Київ, 23 квітня 2022 року

Ідея і проєкт створення Балто-Чорноморського союзу особливо популярні серед українського, польського та литовського політологічного товариства. Основою такого союзу є християнські нації з давньою європейською культурною традицією, однак не виключається включення й світських ісламських держав. Співпраця країн Балто-Чорноморського регіону висуває на порядок денний проблему перетворення їх на самостійних геополітичних суб'єктів, політика яка може бути не тільки відмінною як від політики Москви, так і від політики Берліну та Парижу й Європейського Союзу в цілому. Тобто реалізація проєкту Балто-Чорноморського союзу в рамках ЄС дозволила б створити східноєвропейський центр політичного впливу, який би міг реалізувати спільні політичні й економічні інтереси. На думку деяких політологів, така ідея була б позитивно сприйнята у Вашингтоні, як противага тандему Німеччина—Франція на тлі серйозних військово-політичних та економічних протиріч між США і Євросоюзом, а також зростаючого «євроскептицизму» і «європейського антиамериканізму». Завдяки більш тісній політичній і економічній співпраці, східноєвропейські країни могли б ідентифікуватись як цілком самостійне, самодостатнє та органічне міждержавне об'єднання з власними інтересами.
До переваг створення союзу можна віднести вдале геостратегічне і компактне розташування країн осі на шляху перетину транспортних та енергетичних коридорів, взаємодоповнюваність економік, тривалі історичні контакти і взаємодію, схожість етносів, світоглядних, культурних і цивілізаційних поглядів. Тим самим була б послаблена боротьба між США і Росією за вплив у Східній Європі, що сприяло б зміцненню європейської безпеки. Створення союзу по Балто-Чорноморській осі не може загальмувати процес інтеграції Східної і Західної Європи, але надало б цьому процесу більш стабільного, організованого і гармонійного характеру. Політична співпраця дозволила б консолідувати інформаційну, дипломатичну та безпекову політики й отримати великий економічний потенціал. Балто-Чорноморського союзу міг би сприяти реалізації наступних завдань:
- нейтралізувати спроби Росії розглядати пострадянські країни як сферу свого впливу і відігравати лідерську роль на пострадянському просторі;
- поступового об'єднати Східну та Західну Європи на основі загальноєвропейських, а не лише західноєвропейських, демократичних принципах з урахуванням особливостей країн Сходу;
- протистояти намаганням законсервувати Східну Європу у якості традиційного сировинного придатка або ринку збуту продукції Західної Європи та Росії;
- створити систему загальноєвропейської колективної безпеки.[10]

Порівняння політичних показників держав:
| Назва                | Населення  | Площа, км2 | Найпоширеніша релігія                                          | Найпоширеніший етнос   | Рейтинг крихких держав | Індекс сприйняття корупції | Індекс людського розвитку | Пр.                  |
| -------------------- | ---------- | ---------- | -------------------------------------------------------------- | ---------------------- | ---------------------- | -------------------------- | ------------------------- | -------------------- |
| Азербайджан          | 10 119 100 | 86 600     | 80.75 % — шиїзм                                                | 91.6 % — азербайджанці | 73.1                   | 128                        | 0.756                     | [ 14 ] [ 15 ] [ 16 ] |
| Білорусь             | 9 255 524  | 207 600    | 48.3 % — східне православ'я 41,1 % — не віруючі                | 84.9 % — білоруси      | 68.7                   | 82                         | 0.823                     | [ 17 ] [ 18 ] [ 19 ] |
| Болгарія             | 6 520 314  | 111 002    |                                                                |                        | 51.6                   | 78                         | 0.816                     |                      |
| Боснія і Герцеговина | 3 475 000  | 51 197     |                                                                |                        | 73.0                   | 110                        | 0.780                     |                      |
| Вірменія             | 2 961 900  | 29 743     | 92.63 % — вірменське православ'я                               | 98.1 % — вірмени       | 67.0                   | 58                         | 0.776                     | [ 20 ] [ 21 ] [ 22 ] |
| Грузія               | 3 688 600  | 69 700     | 83.4 % — східне православ'я                                    | 86.8 % — грузини       | 71.8                   | 45                         | 0.812                     | [ 23 ] [ 24 ] [ 25 ] |
| Естонія              | 1 331 824  | 45 227     | 54.14 % — не віруючі                                           | 69.05 % — естонці      | 37.7                   | 13                         | 0.892                     | [ 26 ] [ 27 ] [ 28 ] |
| Латвія               | 1 875 757  | 64 559     | 25 % — східне православ'я 23 % — лютеранство 21 % — католицтво | 62.99 % — латиші       | 42.8                   | 36                         | 0.866                     | [ 29 ] [ 30 ] [ 31 ] |
| Литва                | 2 810 761  | 65 300     | 74.19 % — католицтво                                           | 84.61 % — литовці      | 38.6                   | 34                         | 0.882                     | [ 32 ] [ 33 ] [ 34 ] |
| Молдова              | 2 597 100  | 33 846     | 90.13 % — східне православ'я                                   | 73.73 % — молдовани    | 64.5                   | 105                        | 0.750                     | [ 35 ] [ 36 ] [ 37 ] |
| Польща               | 38 036 100 | 312 696    | 87.58 % — католицтво                                           | 96.89 % — поляки       | 42.2                   | 42                         | 0.880                     | [ 38 ] [ 39 ] [ 40 ] |
| Румунія              | 19 186 201 | 238 397    | 86 % — східне православ'я                                      | 83.45 % — румуни       | 50.8                   | 66                         | 0.828                     | [ 41 ] [ 42 ] [ 43 ] |
| Словаччина           | 5 434 712  | 49 037     |                                                                |                        | 37.1                   | 56                         | 0.860                     |                      |
| Туреччина            | 84 680 273 | 783 562    |                                                                |                        | 78.1                   | 96                         | 0.820                     |                      |
| Угорщина             | 9 689 000  | 93 028     |                                                                |                        | 50.8                   | 73                         | 0.854                     |                      |
| Україна              | 41 130 432 | 603 500    | 60 % — східне православ'я                                      | 77.8 % — українці      | 68.6                   | 122                        | 0.779                     | [ 44 ] [ 45 ] [ 46 ] |
| Фінляндія            | 5 548 241  | 338 425    | 66.58 % — фінські лютерани                                     |                        | 15.1                   | 1                          | 0.938                     | [ 47 ] [ 48 ]        |
| Хорватія             | 3 888 529  | 56 594     |                                                                |                        | 49.3                   | 63                         | 0.851                     |                      |
| Чехія                | 10 516 707 | 78 871     |                                                                |                        | 39.9                   | 49                         | 0.900                     |                      |
| Чорногорія           | 620 739    | 13 812     |                                                                |                        | 57.9                   | 64                         | 0.829                     |                      |

### Економічний потенціал
Балтійські і чорноморські країни вже сьогодні співпрацюють в різних сферах економіки на двосторонньому рівні, проте у разі їх об'єднання в наднаціональний союз, вони отримали б можливість здійснювати також багатосторонні великомасштабні економічні проєкти. Балто-Чорноморський регіон може стати зоною трансрегіонального співробітництва між країнами з однієї сторони — Західної, Центральної, Північної, а з іншого — Кавказу, Центральної Азії і Близького Сходу.
Посилення економічного співробітництва могло б стосуватися у спрощенні ведення бізнесу на спільному економічному просторі, запровадженню зони вільної торгівлі, у спільних енергетичних, логістичних та інфраструктурних проєктах, що сприяли б економічному розвитку регіону, а це, своєю чергою, могло б підвищити свій економічний потенціал та обороноздатність.
Окрім того, економічний розвиток Балто-Чорноморського регіону міг би стати прикладом для тоталітарних і авторитарних держав, які ще перебувають під впливом Росії, як Білорусь та країни Центральної Азії. Звісно, в економічному вимірі проєкт Балто-Чорноморсько союзу може бути життєздатним лише за умови, якщо він буде інтегрованою частиною або субрегіоном Великої Європи і користуватися підтримкою США. Український дипломат, Олексій Волович, навів перелік держав (Швеція, Фінляндія, Литва, Латвія, Естонія, Польща, Україна, Білорусь, Чехія, Словаччина, Угорщина, Молдова, Румунія, Болгарія, Грузія, Туреччина, Азербайджан), що міг би бути самодостатнім і могутнім, оскільки їх спільний ВВП в півтора раза перевищував би ВВП Росії. В найширшому варіанті об'єднання потенційний союз мав би населення більш ніж у 263 мільйонів осів і внутрішнім валовим продуктом за паритетом купівельної спроможності у 7,3 мільярди доларів США, що співставно з найбагатшими державами світу й вивело б це об'єднання у 10-ку економік поряд з США, КНР, Індією й Японією.
Порівняння економічних показників держав:
| Назва                | Населення   | ВВП (ПКС), млн. $ | Пр.    |
| -------------------- | ----------- | ----------------- | ------ |
| Азербайджан          | 10 119 100  | 160 729.47        | [ 14 ] |
| Білорусь             | 9 255 524   | 202 671.50        | [ 17 ] |
| Болгарія             | 6 520 314   | 184 244.16        |        |
| Боснія і Герцеговина | 3 475 000   | 54 977.72         |        |
| Вірменія             | 2 961 900   | 43 424.44         | [ 20 ] |
| Грузія               | 3 688 600   | 63 035.80         | [ 23 ] |
| Естонія              | 1 331 824   | 56 083.24         | [ 26 ] |
| Латвія               | 1 875 757   | 64 909.96         | [ 29 ] |
| Литва                | 2 810 761   | 119 263.27        | [ 32 ] |
| Молдова              | 2 597 100   | 40 249.13         | [ 35 ] |
| Польща               | 38 036 100  | 1416 885.11       | [ 38 ] |
| Румунія              | 19 186 201  | 676 943.60        | [ 41 ] |
| Словаччина           | 5 434 712   | 179 815.21        |        |
| Туреччина            | 84 680 273  | 2591 454.56       |        |
| Угорщина             | 9 689 000   | 356 862.74        |        |
| Україна              | 41 130 432  | 588 384.28        | [ 44 ] |
| Фінляндія            | 5 548 241   | 304 830.11        | [ 47 ] |
| Хорватія             | 3 888 529   | 131 788.35        |        |
| Чехія                | 10 516 707  | 473 743.69        |        |
| Чорногорія           | 620 739     | 14 137.10         |        |
| Всього               | 263 366 814 | 7 724 433,44      | -      |

### Логістичний потенціал
Економічний розвиток Балто-Чорноморського регіону має відбуватись з урахуванням ролі важливого перехрестя шляхів з півночі на південь — від Балтійського моря до Чорного і з заходу на схід. В першому випадку країни Балто-Чорноморського регіону могли б створити транзитну систему з транспортування вантажів з Балтійського моря у басейни Чорного, Каспійського та Середземного морів і навпаки. Особливо важливим і ефективним може бути транзитне сполучення «Південь — Північ»: спільні транспортні та енергетичних проєкти, розбудова Європейсько-Азійського транспортного коридору, співробітництва в транспортуванні каспійських, іранських та іракських енергоресурсів на європейські ринки. Що ж стосується орієнтації на схід, то вона включає проєкт «Новий шовковий шлях» і співпрацю з країнами, розташованими вздовж нього.
Частково, на основі, здебільшого двосторонніх відносин, деякі логістичні проєкти вже втілені. Якщо розглядати, власне, логістику між Балтійським і Чорним морями, то у лютому 2003 року в рамках пан'європейського транспортного коридору № 9 Україна, Литва і Білорусь розпочали залізничні комбіновані перевезення «Вікінг» за маршрутом Чорноморськ — Мінськ — Клайпеда, який, за умови стикування з паромно-залізничною лінією, що діє між Україною та Туреччиною, може отримати вихід на Близький Схід. У 2009 році було запущено спільний проєкт України, Білорусі, Латвії, Естонії, а також Польщі та Молдови, вантажний потяг ZUBR.[джерело?]
На півдні Балто-Чорноморського регіону реалізовані інфраструктурні проєкти, насамперед пов'язані з поставками азербайджанських енергоресурсів в Європу. Так на основі колишнього нафтопроводу «Баку — Батум» було збудовано «Баку — Супса» (у 1990-х роках) і «Баку — Тбілісі — Джейхан» (у 2000-х роках). Також функціонує газопровід «Баку — Тбілісі — Ерзурум» і залізниця «Баку — Тбілісі — Карс». По завершенню Другої карабаської війни згідно заяви про припинення вогню Азербайджан мав би отримати доступ в так званий «Зангезурський коридор» в обмін на контроль російськими військовиками «Лачинського коридору». Це дозволило б з'єднати основну частину країни з її Нахічеванським ексклавом і значно зменшити «логістичне плече» до турецької транспортної системи не в об'їзд через Грузію чи Іран, а напряму. Перспективними також вважаються проєкти через Каспій: Middle Corridor і Транскаспійський газогін. Також існували ідеї побудувати Трансчорноморський газогін з Кавказу до Криму (White Stream), однак, він не був реалізованим через анексію півострова Росією у 2014 році. Натомість Росія з Туреччиною запустили газпроводи Blue Stream і TurkStream (останній — на заміну скасованому South Stream). В той же час, через Туреччину збудовано Трансанатолійський газогін (TANAP), що з'єднує Південний Кавказ і Балкани й перетворивши Туреччину на великий енергетичний хаб.[джерело?]
Реалізація проєкту Балто-Чорноморського союзу сприяла б програмі Євросоюзу TRACECA (Transport Corridor Europe-Caucasus-Asia) для розвитку транспортного коридору з Європи через Чорне море, Кавказ і Каспій до країн Центральної Азії і Китаю. Перспективним видається так званий «Серединний маршрут»[джерело?] проєкту відновлення «шовкового шляху»: «Балтійське море — Польща — Україна — Чорне море — Кавказ — Центральна Азія — Китай — Жовте море». Також можуть відбутися й інші логістичні проєкти: латвійська ініціатива відновлення водного шляху «Даугава — Дніпро»; відновлення залізничного сполучення «Лібава — Ромни»; автотранспортний маршрут Via Carpatia (від литовської Клайпеди до грецьких Салонік), що міг би бути частиною Транс'європейської транспортної мережі і куди б могла приєднатися Україна; проєкт водного шляху E40, що мав би з'єднати басейни Балтійського і Чорного морів від Гданська до Херсону вздовж Вісли та Західного Бугу до білоруського кордону, а далі — через Прип'ять до Дніпра. Ці ж самі маршрути можуть бути продовжені на півночі до Скандинавії, а на півдні до Каспію.
В енергетичній сфері існує проєкт, відомий ще з 1990-х років — «Євро-Азійський нафтотранспортний коридор (ЄАНТК)», який можна збудувати на базі вже наявного трубопроводу «Одеса — Броди». Він мав би на Півночі доходити до Гданська, а на Півдні через Чорне море та Південний Кавказ до Баку, з'єднуючи таким чином Каспій і Балтику. Деякі експерти вважають, що головною причиною відсутності прогресу в реалізації проєкту нафтопроводу «Одеса — Броди — Плоцьк — Гданськ» є протидія російської влади, яка блокує появу конкурентної каспійської нафти на європейському ринку. Після підписання 2015 року «ядерної угоди» між Іраном і шістьма провідними країнами світу про припинення розробки ядерної зброї, Іран, в обмін на поступове зняття міжнародних санкцій, отримав можливість значно збільшити експорт своїх енергоресурсів, зокрема в Європу. Зняття санкцій з Ірану відкрило змогу повернутися до ідеї будівництва трансконтинентального Перського трубопроводу через Чорне море і держави Східної Європи. За розрахунками Держнафтогазпрому України та АТ «Укрімпекс» в 1990-х роках було визначено кілька проєктів побудови газотранспортних коридорів за цим маршрутом і найбільш перспективним вважався маршрут «Іран — Вірменія — Грузія — Чорне море — Україна — Польща».

### Військовий потенціал

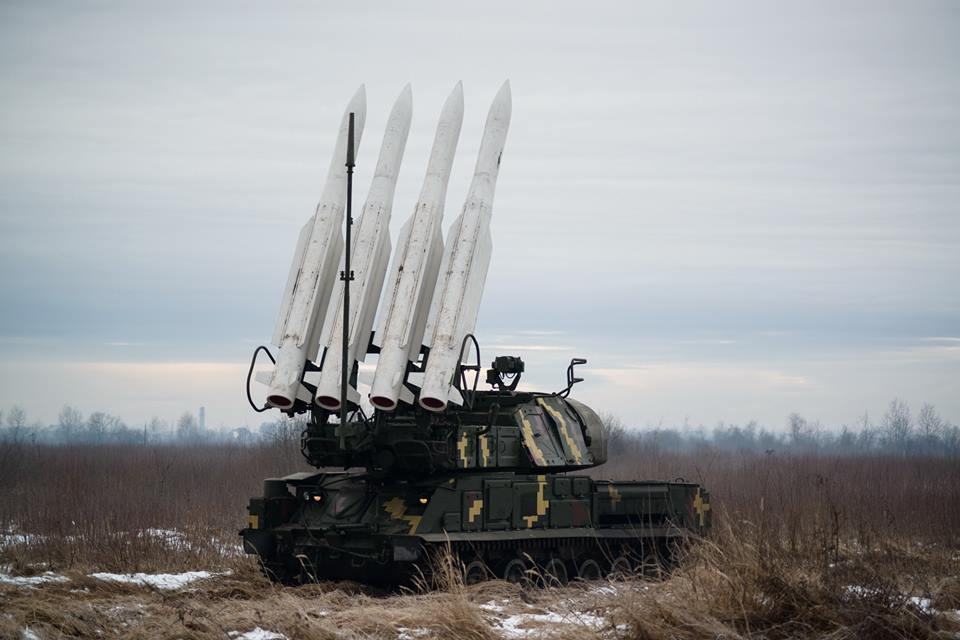
Зенітно-ракетний комплекс «Бук-М1». Перед російсько-грузинською війною 2008 року Україна передала Грузії деякі системи ПВО, в тому числі «Бук-М1», завдяки чому Грузія, за заявою президента Саакашвілі, збила 12 російських літаків в тому числі стратегічний бомбардувальник Ту-22М3

Концепція Балто-Чорноморської осі насамперед передбачає розв'язання питань безпеки. Історично усі спроби Балто-Чорноморської інтеграції пов'язані не зі створенням абстрактної системи безпеки, а з цілком конкретними протиросійськими заходами: у XVII столітті — проти Московського царства, у ХІХ столітті — проти Російської імперії, у ХХ столітті — проти СРСР, а з кінця XX століття й до сьогодні — проти Російської Федерації. Тема створення Балто-Чорноморського союзу набула особливої актуальності з 2014 року після початку російсько-української війни. Перед країнами європейського регіону постало питання забезпечення власної оборони. Частина держав Балто-Чорноморського проєкту не є членами НАТО і, відповідно, не захищені 5-ю статтею Вашингтонського договору (…збройний напад на одну або кількох з них у Європі чи у Північній Америці вважатиметься нападом на них усіх…), а ті, що приєдналися до догору часто мають сумніви щодо його дієвості, адже ця стаття жодного разу не застосовувалась. Тож єдиний ефективний засіб стримування агресій Росії серед прихильників Балто-Чорноморської інтеграції вважається виключно власна сила потенційних «жертв агресії». Але в кожній із країн окремо власної сили недостатньо. З цього й випливає необхідність об'єднання у Балто-Чорноморський військово-політичний союз. Окрім загрози на сході, є актуальними є й ряд загроз на південному-сході, що потенційно могли б перерости у виклик для всього європейського континенту: міграційна криза як один з наслідків Сирійської громадянської війни;[джерело?] спроба перевороту в Туреччині 2016 року; невирішений Карабаський конфлікт, що 2020 року переріс у другу війну; терористична діяльність Ірану, як частина зовнішньої політики так само є вкрай небезпечним особливо на кордонах з Азербайджаном і Туреччиною.[джерело?]
Зразки військової техніки, що були поставлені в Україну під час російського вторгнення 2022 року:

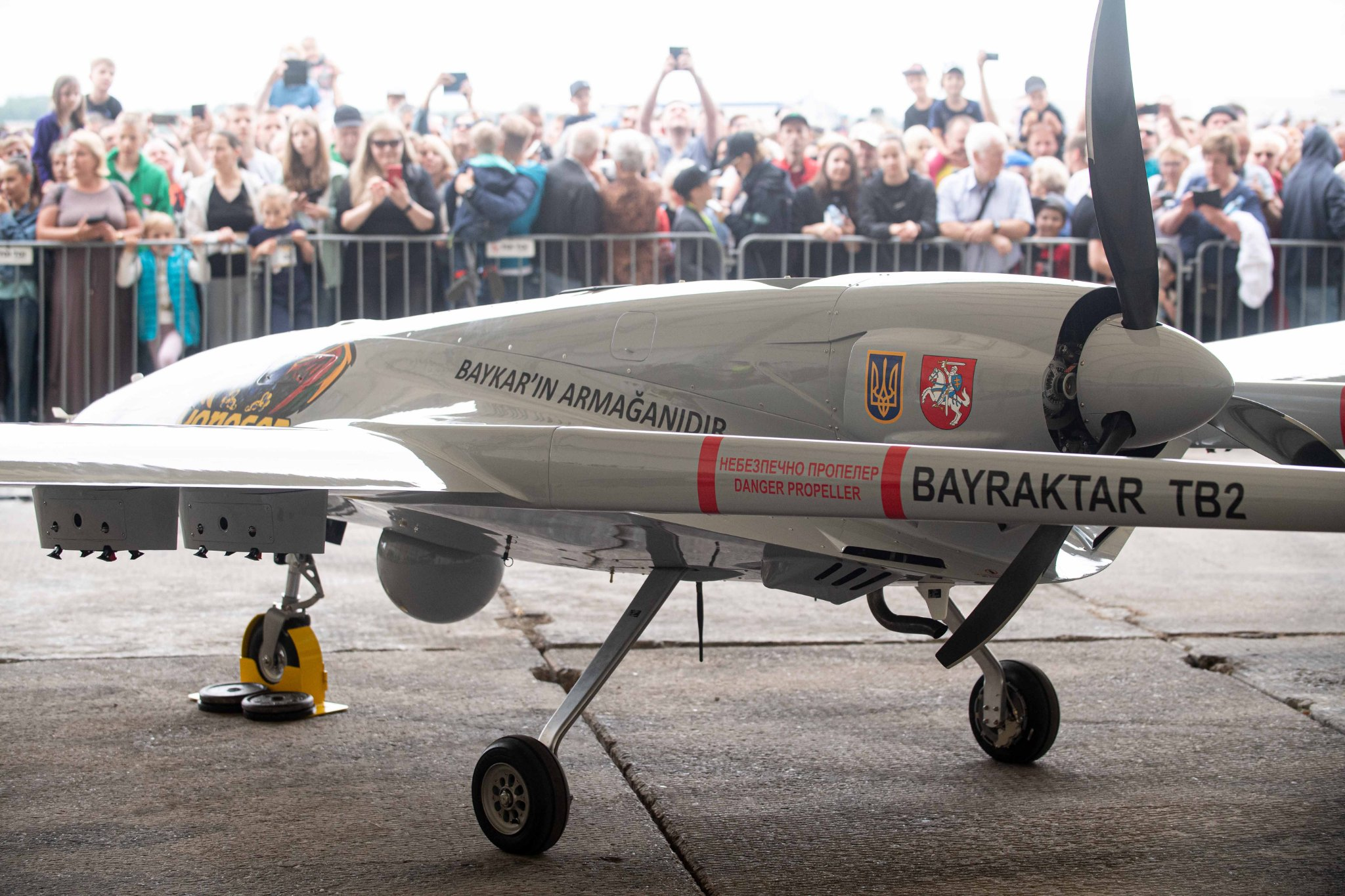
Воєнний ударний БПЛА Bayraktar TB2 турецького виробництва, який був наданий Україні в рамках краудфандингового проекту «Народний Байрактар» з Литви. Борт дістав назву лит. Vanagas («Яструб»)
- Шведсько-британська переносна ПТКР NLAW під час спільних навчань Збройних сил Її Величності та Війська Литовського
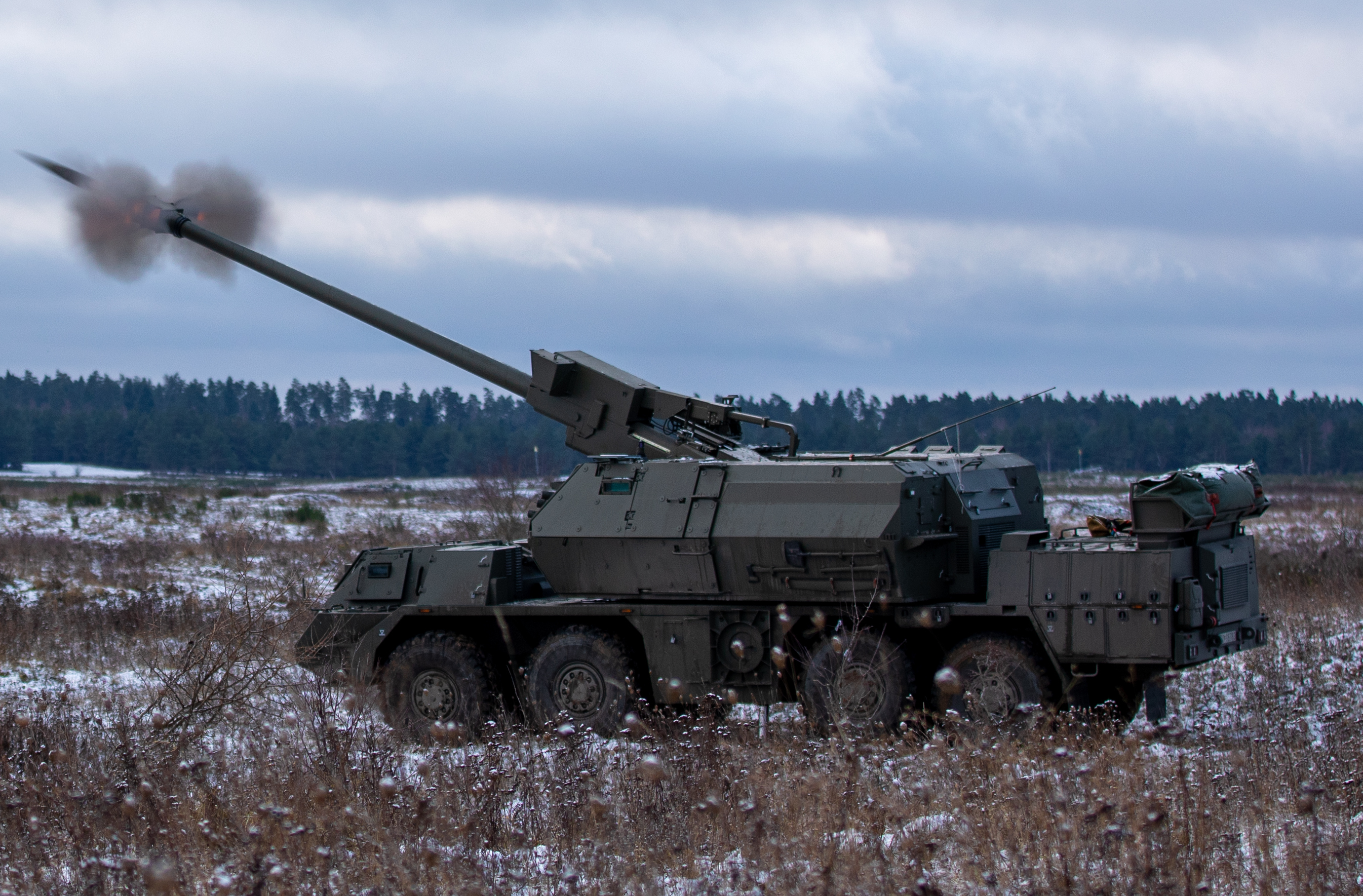
Фото словацької САУ Zuzana 2 під час навчань
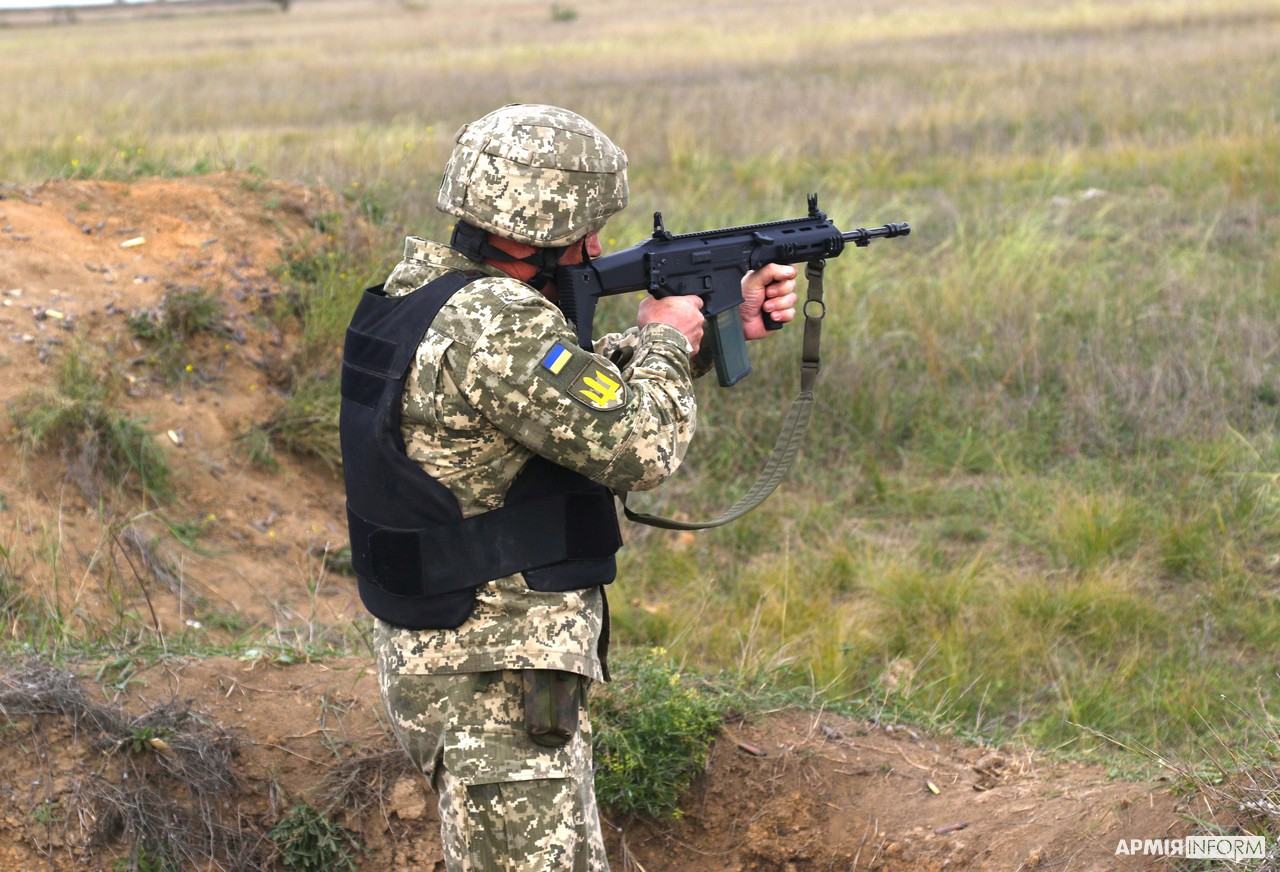
Військовослужбовець ЗСУ з 59 ОМПБр імені Якова Гандзюка під час навчань з польською гвинтівкою Grot

Зразки військової техніки, що розробляються в співпраці держав Балтійсько-Чорноморського регіону:

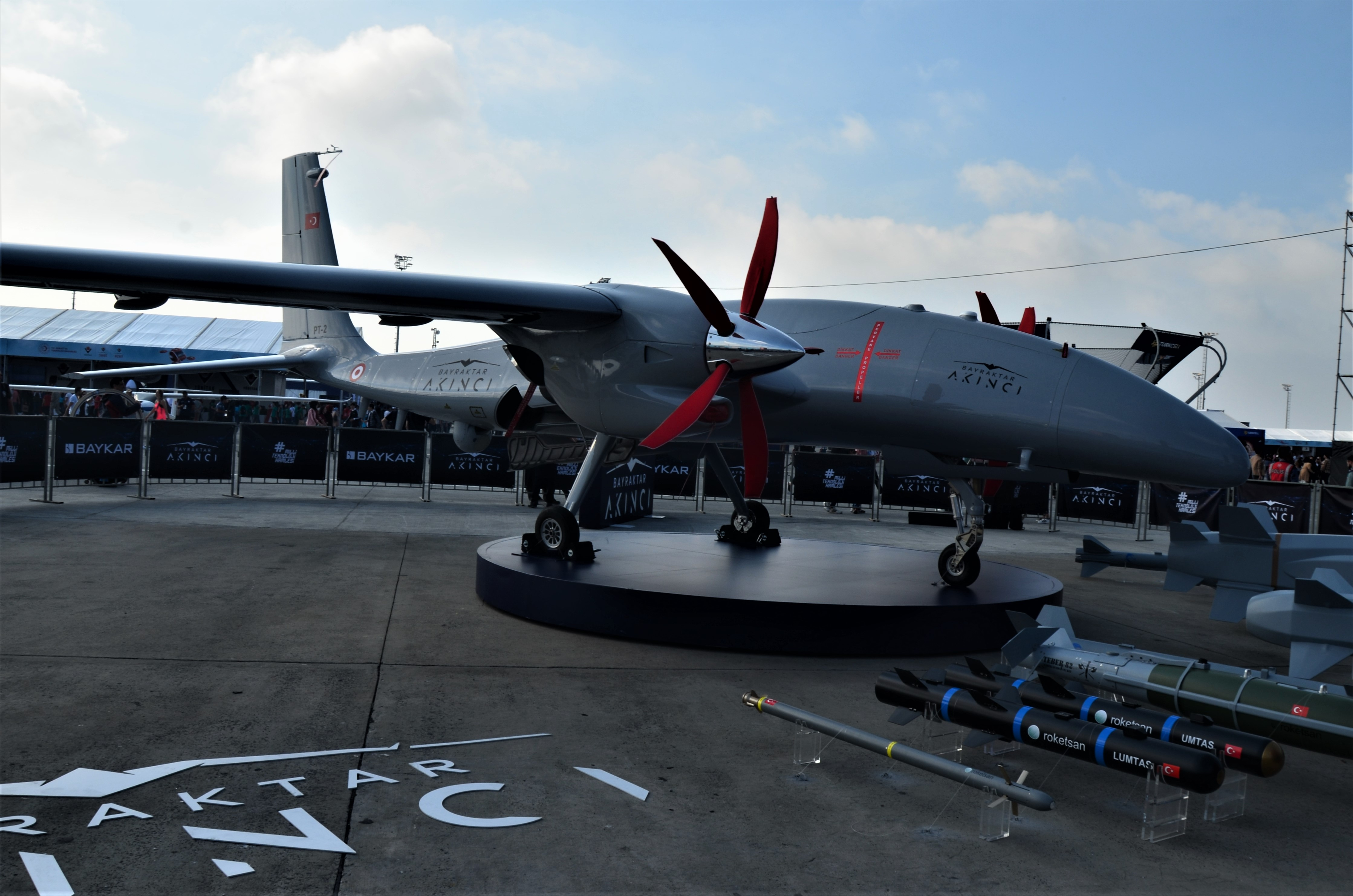
Прототип важкого ударного БПЛА Akıncı турецького виробництва з українськими двигунами АІ-450С
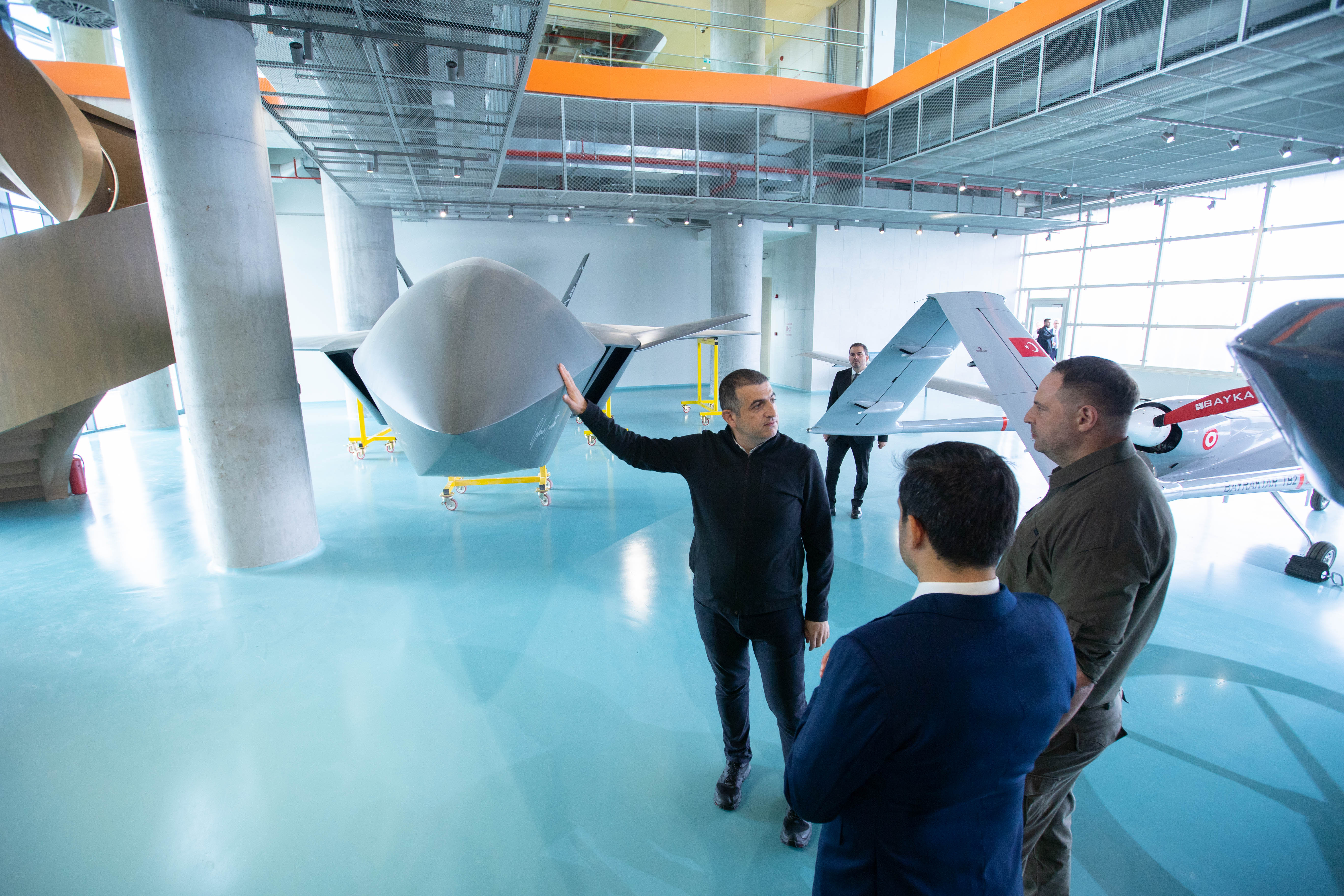
Халюк Байрактар презентує прототип реактивного надзвукового БПЛА Kızılelma турецького виробництва з українськими двигунами, розробленими КБ «Прогрес»
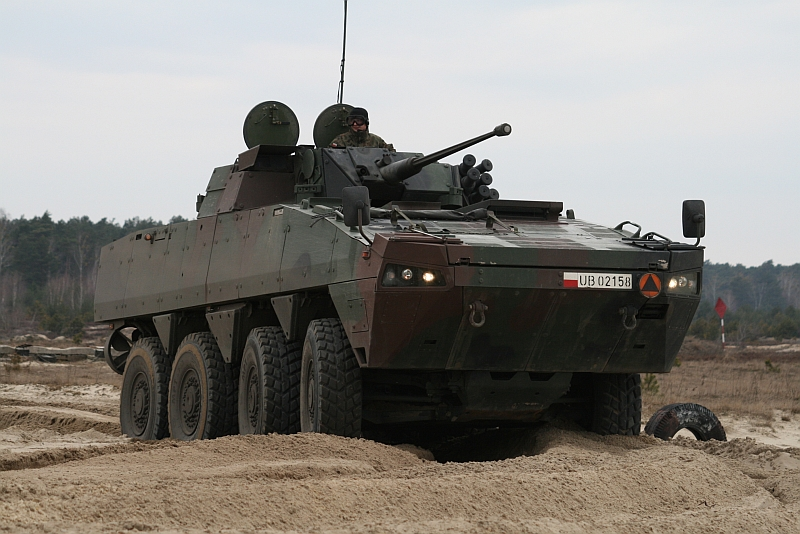
Колісний бронетранспортер Rosomak фінсько-польського виробництва
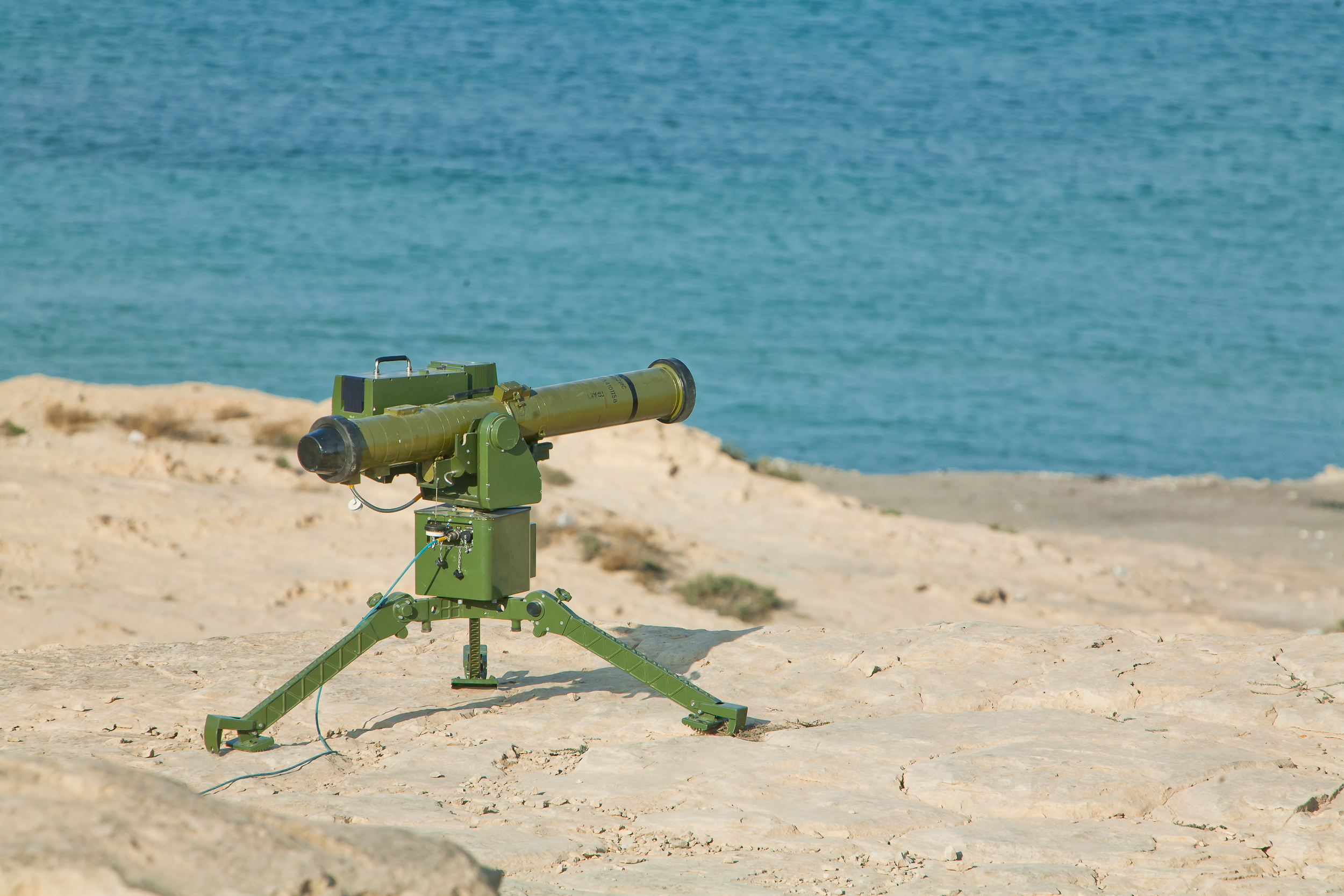
Білорусько-український ПТРК «Шершень»

Порівняння військових показників держав:
| Назва                | Населення   | Військова повинність | Розмір війська | Розмір війська | Розмір війська | Розмір війська | Бюджет збройних сил | Бюджет збройних сил | Індекси | Індекси | Кордони, км     | Кордони, км                                                 | Пр.                    |
| Назва                | Населення   | Військова повинність | Штат війська   | Інші сили      | Резерв         | Всього         | $, млрд.            | Відсоток від ВВП    | GFI     | GPI     | Кордон з Росією | Інші кордони                                                | Пр.                    |
| -------------------- | ----------- | -------------------- | -------------- | -------------- | -------------- | -------------- | ------------------- | ------------------- | ------- | ------- | --------------- | ----------------------------------------------------------- | ---------------------- |
| Азербайджан          | 10 119 100  | 12/18 міс.           | 66 950         | 15 000         | 300 000        | 381 950        | 2.698               | 4.94 %              | 63      | 2.437   | 350             | Вірменія 996 Іран 689                                       | [ 14 ] [ A 2 ]         |
| Білорусь             | 9 255 524   | 12/18 міс.           | 47 950         | 110 000        | 289 500        | 447 450        | 0.638               | 0.93 %              | 52      | 2.259   | 1 239           | -                                                           | [ 17 ] [ A 3 ]         |
| Болгарія             | 6 520 314   | 6 міс.               | 36 950         | -              | 3 000          | 39 950         | 1.282               | 1.59 %              | 67      | 1.541   | -               | -                                                           | [ 54 ] [ A 5 ]         |
| Боснія і Герцеговина | 3 475 000   | Ні                   | 10 500         | -              | 6 000          | 16 500         | 0.194               | 0.86 %              | 123     | 1.850   | -               | -                                                           | [ A 6 ]                |
| Вірменія             | 2 961 900   | 24 міс.              | 42 900         | 4 300          | -              | 47 200         | 0.603               | 4.35 %              | 98      | 1.992   | -               | Іран 44                                                     | [ 20 ] [ A 7 ]         |
| Грузія               | 3 688 600   | 12 міс.              | 20 650         | 5 400          | -              | 26 050         | 0.279               | 1.49 %              | 88      | 2.065   | 894             | Вірменія 219                                                | [ 23 ] [ A 8 ]         |
| Естонія              | 1 331 824   | 8-11 міс.            | 7 200          | -              | 17 500         | 24 700         | 0.786               | 2.16 %              | 108     | 1.662   | 466.8           | -                                                           | [ 26 ] [ A 9 ]         |
| Латвія               | 1 875 757   | 9 міс.               | 8 750          | -              | 11 200         | 19 950         | 0.835               | 2.14 %              | 95      | 1.673   | 270.5           | Білорусь 172.9                                              | [ 29 ] [ 55 ] [ A 10 ] |
| Литва                | 2 810 761   | 9 міс.               | 23 000         | 14 150         | 7 100          | 44 250         | 1.252               | 1.91 %              | 85      | 1.724   | 288.4           | Білорусь 678.8                                              | [ 32 ] [ A 11 ]        |
| Молдова              | 2 597 100   | 3/12 міс.            | 5 150          | 900            | 58 000         | 64 050         | 0.088               | 0.64 %              | 94      | 1.882   | -               | -                                                           | [ 35 ] [ A 12 ] [ 56 ] |
| Польща               | 38 036 100  | 12 міс.              | 114 050        | 75 400         | -              | 189 450        | 13.419              | 1.99 %              | 24      | 1.552   | 236.3           | Білорусь 398.6                                              | [ 38 ] [ 57 ] [ A 13 ] |
| Румунія              | 19 186 201  | Ні                   | 71 500         | 57 000         | 55 000         | 183 500        | 5.613               | 1.97 %              | 38      | 1.640   | -               | -                                                           | [ 41 ] [ A 14 ]        |
| Словаччина           | 5 434 712   | Ні                   | 17 950         | -              | -              | 17 950         | 2.010               | 1.75 %              | 60      | 1.499   | -               | -                                                           | [ A 15 ]               |
| Туреччина            | 84 680 273  | 5.5/12 міс.          | 355 200        | 156 800        | 378 700        | 890 700        | 10.160              | 1.24 %              | 13      | 2.785   | -               | Вірменія 311 Ірак 367 Іран 534 Сирія 899                    | [ A 16 ]               |
| Угорщина             | 9 689 000   | Ні                   | 34 200         | 12 000         | 20 000         | 66 200         | 2.633               | 1.44 %              | 57      | 1.411   | -               | -                                                           | [ A 17 ]               |
| Україна              | 41 130 432  | 12/18/24 міс.        | 196 600        | 102 000        | 900 000        | 1198 600       | 10.403              | 5.19 %              | 22      | 2.971   | 2 660.6         | Білорусь 1 084                                              | [ 44 ] [ A 19 ] [ 58 ] |
| Фінляндія            | 5 548 241   | 6/9/12 міс.          | 19 250         | 2 700          | 238 000        | 259 950        | 5.962               | 1.99 %              | 53      | 1.439   | 1 325.8         | -                                                           | [ 47 ] [ A 20 ]        |
| Хорватія             | 3 888 529   | 2 міс.               | 16 700         | 3 000          | 21 000         | 40 700         | 1.071               | 1.57 %              | 62      | 1.440   | -               | -                                                           | [ A 21 ]               |
| Чехія                | 10 516 707  | Ні                   | 26 600         | -              | -              | 26 600         | 3.971               | 1.40 %              | 41      | 1.318   | -               | -                                                           | [ A 22 ]               |
| Чорногорія           | 620 739     | Ні                   | 2 350          | 10 100         | 2 800          | 15 250         | 0.087               | 1.49 %              | 132     | 1.801   | -               | -                                                           | [ A 23 ]               |
| Всього               | 263 366 814 | -                    | 1 124 400      | 568 750        | 2 307 800      | 4 000 950      | 63.984              | ~1.88 %             | -       | -       | 7 731.4         | Білорусь 2 334 Вірменія 1 526 Ірак 367 Іран 1 267 Сирія 899 | -                      |

## Перешкоди Балто-Чорноморській інтеграції
До перешкод на шляху проекту насамперед відносять розбіжності в тлумаченні деяких історичних подій, а також етноцентричне бачення функціонування майбутнього «союзу», що більш за все притаманне як деяким польським, так і українським політологам. Однак, однією з головних перепон на шляху реалізації ідеї Балто-Чорноморського союзу є наша військово-політична конфронтація Росії проти України. Падіння української економіки у 2014 і 2022 роках, глибока політична криза, слабке запровадження реформ, корупція та низький рівень життя в Україні з одного боку створюють системну проблемуна шляху до об'єднання Балтійсько-Чорноморських держав. З іншого боку, якщо розглядати так звані «Мінські угоди» щодо тимчасової зупинки війни на сході України, як наслідок німецько-російського компромісу за рахунок національних інтересів України, то за умови активної підтримки країнами Балтійсько-Чорноморського регіону можна було б виправити ситуацію і відстояти позицію України й всього регіону.
Слід зазначити окремо, що слабким місцем більшості концепцій інтеграції є охоплення занадто великої кількості країн з різноспрямованими політичними векторами, що негативно впливає на стабільність цього гіпотетичного проекту. Зокрема, залучення до проекту країн колишньої Югославії (Сербія, Хорватія, Словенія, Північна Македонія, Боснія і Герцеговина, Чорногорія) видається досить проблематичним і нереальним, якщо взяти до уваги, що рівень їх реінтеграції після розпаду був досить низький.

### Міжетнічні конфлікти на території між Балтійським і Чорним морями
Проблемною розбіжністю в Україні і Польщі є трактування «Волинської трагедії», діяльність ОУН і УПА з польського боку й діяльність Армії Крайової з українського боку. А також наслідки Другої світової війни: депортація українців з Польщі до УРСР, операція «Вісла» й обмін територіями між СРСР і ПНР. Це певним чином ускладнює як міждержавний, так міжнаціональний діалог. Залишаються також певні проблеми у взаємовідносинах польської національної меншини на території Віленщини з державною владою Литви та литовським населенням.
В експертному товаристві вважається, що досягти консенсусу чи повного порозуміння щодо згаданих та інших історичних проблем та суперечок у відносинах між поляками, українцями, литовцями і білорусами буде вкрай складно, особливо в умовах, коли ці проблеми і суперечки штучно підігріваються як Російською пропагандою, так і білоруською. Найбільш прийнятним і оптимальним кроком у цих умовах було б винесення їх «за дужки» дискусій щодо Балто-Чорноморської інтеграції. Зважаючи на антиросійські перспективи Балто-Чорноморської осі міжетнічні конфлікти, особливо між поляками й українцями часто використовуються російською пропагандою як одна з тем в інформаційній війні.

### Юридичні перешкоди
Зважаючи на конкретний геополітичний проєкт і конкретного автора майбутнє об'єднання у вигляді «союзу» чи «альянсу» включає: держави-члени Європейського Союзу, держави-члени НАТО, а також держави-учасники «Руху неприєднання» чи державами, що дотримуються нейтралітету. Деякі політологи мають сумніви щодо можливого об'єднання настільки строкатих політичних векторів різних держав. Особливо, виникають побоювання, що створення, наприклад, «Балто-Чорноморського союзу» членам ЄС доведеться його покинути. Теж саме стосується й НАТО.
Однак згідно Північноатлантичного договору (НАТО — Організація Північноатлантичного договору від англ. NATO — North Atlantic Treaty Organization) та договорів про функціонування Європейського Союзу немає правових норм, які б завадили цьому. Конституціями багатьох потенційних членів прямо передбачена можливість укладання багатосторонніх договорів про вступ до міжнародних об'єднань, союзів тощо. Крім цього, створення союзу є цілком можливим відповідно до Статуту ООН, Декларації про принципи міжнародного права та Віденської конвенції право міжнародних договорів з урахуванням положень договорів про Європейський Союз. Таким чином, чинне міжнародне право дозволяє окремим державам-членам Євросоюзу і НАТО об'єднатися в союз без процедури узгодження з іншими членами. Наприклад, в Європі вже був прецедент, коли поряд з ЄС існував Західноєвропейський союз впродовж 1948—2011 років. Що стосується «Руху неприєднання» й нейтралітету, то принципи таких політик значно ускладнюють процес об'єднання в форматі «військового альянсу», хоча не виключають політичного й економічного формату об'єднання, а також військової співпраці на двосторонньому рівні.[джерело?] Однак, зважаючи на досвід України, яка після російської агресії перестала бути «нейтральною» державою та закріпила в конституції рух до ЄС і НАТО, статус інших держав також може змінитися найближчим часом.
Для утворення союзу потенційні члени мали б між собою міжнародний договір, який, відповідно до законодавства кожної окремої країни, міг би бути ратифікованим у парламенті або ухвалений у спосіб проведення референдуму. Крім цього, на конституційному рівні мало б бути врегульоване питання співвідношення національного і наднаціонального права. В той же час, у разі інтеграцію виключно держав-членів НАТО і ЄС дало б можливість використовувати спільність правових, економічних і військових стандартів цих організацій, як «платформу» для потенційного союзу.[джерело?] Більше того, Балто-Чорноморська вісь могла б поглибити співпрацю як у військовій сфері, так і в економічній і не впливати на суверенітет окремих членів, наприклад, не маючи спільної монетарної політики, як в Єврозоні.

### Конкурентні геополітичні проєкти
Однією з перепон, яка з'явилась через російську політику «збирання земель» є договір про створення «Союзної держави Росії та Білорусі», що став юридичною і політичною підставою до втрати Білоруссю суверенітету. За часи правління в Білорусі Олександра Лукашенка в деякі часи відносини цієї країни покращувались як з ЄС (2016 року до парламенту обрано двох опозиційних кандидатів, скасовано санкції проти Білорусі, спрощено візові обмеження з обох боків, участь Білорусі у форматі «Східне партнерство»), так і з Україною (посередництво Білорусі у «Мінському форматі», візити Лукашенка в Київ у 2017 році і у Житомир у 2019 році). У ці часи лунали пропозиції не тільки активно долучати Білорусь до інтеграції, а й розмістити штаб-квартиру майбутнього союзу у Мінську. Однак після хвилі протестів на тлі президентських виборів 2020 року та міграційної кризи на кордонах з Литвою і Польщею, режим Лукашенки остаточно підірвав стосунки з усіма своїми сусідами окрім Росії. В результаті цих подій і російського впливу Білорусь стала одним з плацдармів під час російського вторгнення 2022 року.[джерело?]
У Центральній Європі існує конкурентна концепція Центрально-Європейської інтеграції, що походить від німецького геополітичного проєкту «Серединна Європа» (або «Міттельєвропа» від нім. Mitteleuropa). Якщо на початку XX століття й під час Першої світової війни цей проєкт розглядався як один зі способів розширення впливу Німецької імперії, то нині поширюються ідеї про створення «конфедерації» чи «федерації» вздовж Дунаю.[джерело?] Наприклад, концепція Центрально-Європейської Федерації, виказана румунським політичним істориком, професором Валаського університету Тирговіште, Сільвіу Мілою. При реалізації цього проєкту частина держав Балто-Чорноморського регіону могли б утворити велику державу за образом Австро-Угорини, а інші, що не дотичні до Центральної Європи (Україна, держави Кавказу) можуть або потрапити у сферу впливу Росії, або «федералізуватися» й перетворитися у сучасний «Дикий Захід».

## Прихильники і противники Балто-Чорноморській інтеграції

### Потенційні члени союзу
За створення альянсу держав Балто-Чорноморського регіону серед чинних державних діячів є президент Польщі Анджей Дуда. Окрім того, прихильно про Балто-Чорноморську інтеграцію в різні часи висказувались експрезиденти України Леонід Кравчук і Леонід Кучма, колишній голова Верховної Ради України Андрій Парубій; експрезидент Литви Альгірдас Бразаускас і експрем'єр-міністр Литви Казимира Прунскене; експрезидент Грузії Міхеіл Саакашвілі, а також відомий білоруський політик Зенон Позняк.
Проєкт Балто-Чорноморського союзу особливо популярний серед політичного експертного товариства Східної Європи. Зокрема, у Литві, Польщі й Україні. З цього приводу періодично проводяться конференції та форуми, тематика яких прив'язана до тематики або Великого князівства Литовського, або Речі Посполитої. Ідею створення Балто-Чорноморського союзу підтримують українські партії:
- Республіканська платформа (раніше відома як «Українська республіканська партія» й «Українська платформа „Собор“»). У березні 1992 року, після відновлення незалежності України, Республіканська партія закликала створити балтійсько-чорноморську зону інтенсивної економічної співпраці;[6]
- Всеукраїнське об'єднання «Свобода»;[2]
- Партія «Воля».[4]

У Польщі прихильниками Балто-Чорноморської осі є насамперед праві політики. На початку 1990-х років правими партіями висувалась ідея об'єднання з Польщею колишніх радянських «республік»: України, Білорусі, Молдови, а також трьох держав Балтики й трьох держав Південного Кавказу. Ідея створення Балто-Чорноморського союзу популярна серед виборців, однієї з основних польських партій, «Право і справедливість». Це пов'язано насамперез з антиросійськими й антинімецькими настроями. Політика представників «ПіС» загалом і Анджея Дуди (чинного президента Польщі і представника цієї ж партії) зокрема полягає в створенні в рамках ЄС східноєвропейського центру політичного впливу, який би міг реалізувати спільні політичні й економічні інтереси. Загалом в польському суспільстві обговорюються три концепції Балто-Чорноморського союзу:
1. концепція конфедерації Міжмор'я (пол. Międzymorze або лат. Intermarium) — від Балтійського до Чорного моря;
2. концепція союзу країн Адріатичного, Балтійського та Чорного морів;
3. концепція польського політика і письменника Єжи Ґедройця — союзу Польщі, України, Литви та Білорусі.[3]

### Держави Західної Європи та Північної Америки
У другій половині 1990-х років США підтримували ідею створення Балто-Чорноморського союзу в якості «санітарного кордону» навколо Росії. Відомий американський політолог Збігнєв Бжезінський доводив, що «Балто-Чорноморський союз» міг би бути свого роду «поясом», що зачиняє Росію з її експансіоністськими намірами на Азійському й Європейському континентах. Глава впливової розвідувально-аналітичної компанії Stratfor, Джордж Фрідман, також висував геополітичну концепцію союзу Intermarium або «Міжмор'я» з метою не допустити поширення впливу Росії на Європу. На його думку, локомотивом цього альянсу могли б стати Польща, Україна, Литва, а також Румунія й Азербайджан⁣, бо спільність геополітичних інтересів цих країн сприяло б їх об'єднанню у військовому союзі при підтримці США. Окрім того, ця стратегія дозволила б Сполученим Штатам використовувати можливості своїх східноєвропейських союзників для зміцнення власної позиції в Європі.
Ставлення провідних країн Європейського Союзу і США до проєкту Балто-Чорноморського союзу істотно відрізняється. Якщо США в цілому підтримує цей проєкт, то Німеччина та Франція не підтримує. Це пояснюється складнощами у відносинах США з Францією і Німеччиною (наприклад, провал переговорів щодо Трансатлантичного торговельного й інвестиційного партнерства), а також внутрішніми проблемами в самому Європейському Союзі (зокрема, вихід Великої Британії з ЄС). Те саме стосується різного погляду на так звані «Мінські угоди» з однієї сторони — Вашингтону, з іншої — Берліну та Парижу. Розчарувавшись у відсутності достатньої лояльності в ЄС Вашингтон у своїй європейській політиці робить ставку на країни Східної Європи і насамперед Польщу, Румунію і країни Балтики.

### Росія
Створення Балто-Чорноморської осі розглядається російською владою як загроза.
Після 1991 р. присутність США, ЄС і НАТО в Балто-Чорноморському регіоні постійно збільшується, а Росія не в змозі стримати їх проникнення в цю стратегічно важливу ділянку геополітичного простору. Долучення до системи європейської безпеки країн Прибалтики, Польщі, Румунії, Болгарії, а також наміри США та ЄС розширити сферу свого впливу за рахунок України, Молдови та Грузії свідчать про формування певної геополітичної вісі, яка має стати стримуючим чинником Росії з її імперськими амбіціями. Остання, протидіючи американсько-європейському впливу, шляхом створення маріонеткових республік та «заморожених» конфліктів, формує своєрідну антивісь, яка покликана не допустити поглиблення впливу євроатлантичних структур в Чорному та Каспійському морях. Незважаючи на агресивні дії Москви, рішучі кроки України, Грузії та Молдови у напрямі євроінтеграції показали, що розширення впливу ЄС на схід буде продовжуватися. Однак, аналогічні дії щодо їх інтеграції до НАТО можуть ще більше загострити відносини між Росією і Заходом та посилити й без того високий рівень конфліктогенності регіону.

## Сучасна міжнародна співпраця держав регіону
Частково принципи співробітництво були реалізовані у політичному, інституційному й економічному вимірах шляхом створення у 1991 році Вишеградської групи (Польща, Словаччина, Угорщина, Чехія) та Балтійської асамблеї (Естонія, Латвія, Литва). У 1992 році серед держав Чорного та Балтійського морів були створені економічні регіональні організації — «Організація Чорноморського економічного співробітництва» (BSEC) й «Рада країн Балтійського моря» відповідно. До BSEC долучилися, окрім чорноморських держав також Азербайджан, Вірменія й Молдова, а серед спостерігачів є Білорусь, Польща, Словаччина, Угорщина, Хорватія, Чехія та багато інших держав з інших регіонів, зацікавлених в економічному розвитку моря. Що стосується Балтійської ради, то серед спостерігачів — Велика Британія, Румунія, Словаччина, Угорщина[джерело?] й Україна. Однак, робота частини з цих організацій втратила свою первинну актуальність через набуття членства держав-засновників у Європейському Союзі, а робота організацій морського співробітництва (особливо BSEC) частково заблокована через наявні конфлікти між державами членами: війни Росії з Україною, Грузією, окупація Придністров'я; конфлікт між вірменами й азербайджанцями у Карабасі, а також відсутні дипломатичні стосунки між Вірменією й Туреччиною.[джерело?]
Необхідність розвитку транспортної інфраструктури на Чорному морі спонукало Грузію, Україну, Азербайджан і Молдову у 1997 році створити організацію ГУАМ. (у 1999 році до організації долучився Узбекистан для орієнтування організації на відновленні Великий шовковий шлях і її назву було змінено на «ГУУАМ», однак згодом покинув її через концентрації інших членів на питаннях окупованих територій[джерело?]). Серед досягнень організації є, зокремі вікриття транспортної переправи Поті (Болганія) — Чорноморськ (Болганія) — Варна (Болганія).
Членство держав у міжнародних організаціях:
| Назва                | Регіональні організації | Регіональні організації | Регіональні організації | Регіональні організації | Регіональні організації             | Європейський Союз | Європейський Союз  | Європейський Союз      | Північноатлантичний альянс | Північноатлантичний альянс |
| Назва                | Люблінський трикутник   | ГУАМ                    | Вишеградська група      | Балтійська асамблея     | Співдружність демократичного вибору | Члени союзу       | Східне партнерство | Ініціатива трьох морів | Члени альянсу              | Бухарестська дев'ятка      |
| -------------------- | ----------------------- | ----------------------- | ----------------------- | ----------------------- | ----------------------------------- | ----------------- | ------------------ | ---------------------- | -------------------------- | -------------------------- |
| Азербайджан          | Ні                      | Так                     | Ні                      | Ні                      | Спостерігач                         | Ні                | Так                | Ні                     | Ні                         | Ні                         |
| Білорусь             | Ні                      | Ні                      | Ні                      | Ні                      | Ні                                  | Ні                | Так                | Ні                     | Ні                         | Ні                         |
| Болгарія             | Ні                      | Ні                      | Ні                      | Ні                      | Спостерігач                         | Так               | Ні                 | Так                    | Так                        | Так                        |
| Боснія і Герцеговина | Ні                      | Ні                      | Ні                      | Ні                      | Ні                                  | Ні                | Ні                 | Ні                     | ПДЧ                        | Ні                         |
| Вірменія             | Ні                      | Ні                      | Ні                      | Ні                      | Спостерігач                         | Ні                | Так                | Ні                     | Ні                         | Ні                         |
| Грузія               | Ні                      | Так                     | Ні                      | Ні                      | Так                                 | Ні                | Так                | Ні                     | Ні                         | Ні                         |
| Естонія              | Ні                      | Ні                      | Ні                      | Так                     | Так                                 | Так               | Ні                 | Так                    | Так                        | Так                        |
| Латвія               | Ні                      | Ні                      | Ні                      | Так                     | Так                                 | Так               | Ні                 | Так                    | Так                        | Так                        |
| Литва                | Так                     | Ні                      | Ні                      | Так                     | Так                                 | Так               | Ні                 | Так                    | Так                        | Так                        |
| Молдова              | Ні                      | Так                     | Ні                      | Ні                      | Так                                 | Кандидат          | Так                | Ні                     | Ні                         | Ні                         |
| Польща               | Так                     | Ні                      | Так                     | Ні                      | Спостерігач                         | Так               | Ні                 | Так                    | Так                        | Так                        |
| Румунія              | Ні                      | Ні                      | Ні                      | Ні                      | Так                                 | Так               | Ні                 | Так                    | Так                        | Так                        |
| Словаччина           | Ні                      | Ні                      | Так                     | Ні                      | Ні                                  | Так               | Ні                 | Так                    | Так                        | Так                        |
| Туреччина            | Ні                      | Ні                      | Ні                      | Ні                      | Ні                                  | Кандидат          | Ні                 | Ні                     | Так                        | Ні                         |
| Угорщина             | Ні                      | Ні                      | Так                     | Ні                      | Спостерігач                         | Так               | Ні                 | Так                    | Так                        | Так                        |
| Україна              | Так                     | Так                     | Ні                      | Ні                      | Так                                 | Кандидат          | Так                | Так                    | Ні                         | Ні                         |
| Фінляндія            | Ні                      | Ні                      | Ні                      | Ні                      | Ні                                  | Так               | Ні                 | Ні                     | Кандидат                   | Ні                         |
| Хорватія             | Ні                      | Ні                      | Ні                      | Ні                      | Ні                                  | Так               | Ні                 | Так                    | Так                        | Ні                         |
| Чехія                | Ні                      | Ні                      | Так                     | Ні                      | Спостерігач                         | Так               | Ні                 | Так                    | Так                        | Так                        |
| Чорногорія           | Ні                      | Ні                      | Ні                      | Ні                      | Ні                                  | Кандидат          | Ні                 | Ні                     | Так                        | Ні                         |

## Виноски
1. ↑  Глобальний індекс вогневої сили (англ. Global Firepower Index), частково відображає «рейтинг міці армій світу».
2. ↑  Військова повинність — 18 місяців (12 для випускників). Штатний склад війська — 66 950 (армія — 56 850, флот — 2 200, авіація — 7 900); парамілітарні сили — 15 000; особи, що проходили військову службу впродовж останніх 15 років — 300 000. The Military Balance, 2022, p. 183
3. ↑  Військова повинність — 18 місяців (12 для випускників). Штатний склад війська — 47 950 (армія — 11 700, авіація — 11 300, сили спеціальних операцій — 6 150, централізовані підрозділи та персонал МО — 18 800); парамілітарні сили — 110 000; особи, що проходили військову службу впродовж останніх 5 років — 289 500. The Military Balance, 2022, p. 185
4. 1 2 3  добровільно
5. ↑  Військова повинність відсутня. Штатний склад війська — 36 950 (армія — 17 000, флот — 4 450, авіація — 8,500, центральний штаб — 7 000); особи, що проходили військову службу — 3 000. The Military Balance, 2022, p. 91
6. ↑  Військова повинність відсутня. Штатний склад війська — 10 500 (армія — 10 500); особи, що проходили військову службу — 6 000. The Military Balance, 2022, p. 90
7. ↑  Військова повинність — 24 місяців. Штатний склад війська — 42 900 (армія — 40 000, ППО — 1 100, авіація — 1 800); парамілітарні сили — 4 300. The Military Balance, 2022, p. 181
8. ↑  Військова повинність — 12 місяців. Штатний склад війська — 20 650 (армія — 19 050, національна гвардія — 1 600); парамілітарні сили — 5 400. The Military Balance, 2022, p. 187
9. ↑  Військова повинність — від 8 до 11 місяців. Штатний склад війська — 7 200 (армія — 4 100, флот — 300, авіація — 500, інші — 2 300); особи, що проходили військову службу — 17 500 (з них територіальна оборона — 5 500). The Military Balance, 2022, p. 100
10. ↑  Штатний склад війська — 8 750 (армія — 1 700, флот — 550, авіація — 550, спільний персонал — 400, національна гвардія — 1 100, інші — 4 450); особи, що проходили військову службу — 11 200 (з них національна гвардія — 7 200). The Military Balance, 2022, p. 122
11. ↑  Військова повинність — 9 місяців. Штатний склад війська — 23 000 (армія — 14 500, флот — 700, авіація — 1 500); парамілітарні сили — 14 150; особи, що проходили військову службу — 7 100 (з них армія — 7 100). The Military Balance, 2022, p. 124
12. ↑  Військова повинність — 12 місяців (3 для випускників). Штатний склад війська — 5 150 (армія — 3 250, авіація — 600, логістика — 1 300); парамілітарні сили — 900; особи, що проходили військову службу — 58 000. The Military Balance, 2022, p. 191
13. ↑  Військова повинність відсутня. Штатний склад війська — 114 050 (армія — 58 500, флот — 6 000, авіація — 14 300, сили спеціальних операцій — 3 150, територіальна оборона — 3 800, інші — 28 300); парамілітарні сили — 75 400. The Military Balance, 2022, p. 135
14. ↑  Військова повинність відсутня. Штатний склад війська — 71 500 (армія — 35 500, флот — 6 800, авіація — 11 700, інші — 17 500); парамілітарні сили — 57 000; особи, що проходили військову службу — 55 000. The Military Balance, 2022, p. 140
15. ↑  Військова повинність відсутня. Штатний склад війська — 17 950 (армія — 10 300, авіація — 4 000, центральний штаб — 3 650); парамілітарні сили — 57 000; особи, що проходили військову службу — 55 000. The Military Balance, 2022, p. 144
16. ↑  Військова повинність — 12 місяців (5.5 для випускників). Штатний склад війська — 355 200 (армія — 260 200, флот — 45 000, авіація — 50 000); парамілітарні сили — 156 800; особи, що проходили військову службу — 378 700 (армія — 258 700, флот — 55 000, авіація — 65 000). The Military Balance, 2022, p. 155
17. ↑  Військова повинність відсутня. Штатний склад війська — 34 200 (армія — 11 900, авіація — 5 950, інші — 16 350); парамілітарні сили — 12 000; особи, що проходили військову службу — 20 000. The Military Balance, 2022, p. 115
18. ↑  Бюджет Апарату Міністерства оборони України, що фінансує безпосередньо Збройні сили України, в державному бюджеті України за 2022 рік з правками від 19 липня 2022 року склали ₴ 380 449 млн. Інші сили оборони України:
  - Міністерство внутрішніх справ — ₴ 182 296 млн.:
    - Державна прикордонна служба — ₴ 22 775 млн.
    - Національна гвардія — ₴ 39 158 млн.
    - Державна служба з надзвичайних ситуацій — ₴ 65 257 млн.
    - Національна поліція — ₴ 65 257 млн.

  - Міністерство у справах ветеранів — ₴ 522 млн. і ₴ 5 496 млн. субвенцій
  - Міністерство оборони — ₴ 383 212 млн.:
    - Державна спеціальна служба транспорту — ₴ 2 763 млн.
    - Головне управління розвідки — ₴ 5 989 млн.

  - Рада національної безпеки і оборони — ₴ 388 млн.
  - Служба безпеки — ₴ 18 935 млн.
  - Управління державної охорони — ₴ 2 147 млн.
  - Служба зовнішньої розвідки — ₴ 5 109 млн.
  - Державна служба спеціального зв'язку та захисту інформації — ₴ 4 625 млн.

З 21 липня 2022 року Національний банк України встановив офіційний курс гривні до долару США ₴ 36,5686. Сукупний бюджет силових відомств складає ₴ 608 722 млн. або $ 16 646 млн.
19. ↑  Військова повинність — 18 місяців (12 для випускників), 24 місяці у флоті. Штатний склад війська — 196 600 (армія — 125 600, флот — 15 000, авіація — 35 000, десант — 20 000, сили спеціальних операцій — 1 000); парамілітарні сили — 102 000; особи, що проходили військову службу впродовж останніх 5 років — 900 000. The Military Balance, 2022, p. 211
20. ↑  Військова повинність — 6, 9 або 12 місяців. Штатний склад війська — 19 250 (армія — 13 400, флот — 3 150, авіація — 2 700); парамілітарні сили — 2 700; особи, що проходили військову службу — 238 000 (з них: армія — 185 000, флот — 24 000, авіація — 29 000, парамілітарні сили — 12 000). The Military Balance, 2022, p. 102
21. ↑  Військова повинність відсутня, добровільна служба — 8 тижнів. Штатний склад війська — 16 700 (армія — 11 100, флот — 1 650, авіація — 1 600, центральний штаб — 2 350); парамілітарні сили — 3 000; особи, що проходили військову службу — 21 000. The Military Balance, 2022, p. 93
22. ↑  Військова повинність відсутня. Штатний склад війська — 26 600 (армія — 14 700, авіація — 5 850, інші — 6 050). The Military Balance, 2022, p. 96
23. ↑  Військова повинність відсутня. Штатний склад війська — 2 350 (армія — 1 275, флот — 350, авіація — 225, інші — 500); парамілітарні сили — 10 100; особи, що проходили військову службу — 2 800. The Military Balance, 2022, p. 128
24. ↑  Не плутати з оригінальним проектом конфедерації «Міжмор'я»
25. ↑  Членом організації також є  Словенія та  Північна Македонія.
26. ↑  Членом організації також є  Австрія та  Словенія.